# Greta Small
Greta Small (* 16. Oktober 1995 in Wangaratta, Victoria) ist eine australische Skirennläuferin. Die vierfache Gesamtsiegerin des Australia New Zealand Cup startet in allen Disziplinen und nahm bereits mehrfach an Olympischen Spielen und Skiweltmeisterschaften teil.

## Biografie

### Kindheit und Jugend
Greta Small wurde 1995 in Wangaratta im Nordosten des Bundesstaates Victoria geboren und wuchs dort sowie im nahegelegenen Albury, New South Wales, auf. Im Alter von zwei Jahren begann sie am Mount Buffalo auf Plastikski mit dem Skifahren. Während sie die Osterferien mehrmals in Val-d’Isère verbrachte, bestritt sie mit zehn Jahren ihre ersten Kinderrennen. Um den Traum einer professionellen Karriere finanzieren zu können, verkaufte die Familie Small sogar ihr Haus in Victoria. Ihre Highschoolzeit verbrachte sie in Perth, wo sie mit einem Stipendium des westaustralischen Sportinstituts (WAIS) via Fernschulprogramm 2013 ihren Abschluss machte. Nach dem Schulabschluss verlegte sie ihre Winterresidenz wieder nach Victoria an den Mount Hotham. Einige Winter trainierte sie mit dem Benni Raich Race Center im Tiroler Pitztal. Bereits vor ihrem 18. Geburtstag wurde sie als größte australische Skihoffnung seit Weltmeisterin Zali Steggall beschrieben. Letztere nennt Small als eines ihrer großen Vorbilder.

### Erfolge im Australia New Zealand Cup
Ihre ersten internationalen Auftritte hatte Small im Winter 2010/11 zunächst in FIS-Rennen und anschließend im Rahmen der Juniorenweltmeisterschaften in Crans-Montana. Als bestes Ergebnis erreichte sie dabei Rang 31 im Super-G. Ende März gewann sie die britischen Meisterschaften in der Abfahrt, womit sie laut Angabe ihrer Website zur weltweit jüngsten Siegerin bei Staatsmeisterschaften in dieser Disziplin wurde. Im August 2011 ging sie noch vor ihrem 16. Geburtstag erstmals im Australia New Zealand Cup (ANC) an den Start. Gleich im ersten Riesenslalom auf ihrem Heimberg Mount Hotham belegte sie den zweiten Rang. Danach klassierte sie sich mit Ausnahme eines Rennens immer unter den besten zehn und stand nach dreieinhalb Wochen – ohne Rennsieg – als Gesamtsiegerin fest. Auch in den Disziplinenwertungen belegte sie jeweils eine Platzierung unter den besten fünf. Zudem gewann sie in Riesenslalom und Slalom ihre ersten beiden australischen Meistertitel. Aufgrund dieser Leistungen wurde sie im Herbst in die australische Nationalmannschaft aufgenommen.
Im Januar 2012 führte sie das australische Team als Fahnenträgerin zu den Olympischen Jugend-Winterspielen in Innsbruck. Dort belegte sie die Ränge sieben in Super-G und Slalom sowie zwei 13. Plätze in Super-Kombination und Riesenslalom. In der Folge ging sie erstmals auch im Europacup an den Start. Die Juniorenweltmeisterschaften 2012 in Roccaraso schloss sie mit den Rängen elf (Kombination), 16 (Super-G), 27 (Slalom) und 56 (Riesenslalom) ab. Im folgenden August gewann sie mit drei Siegen und einem zweiten Platz erneut den Australian New Zealand Cup, nachdem sie zuvor erfolgreich ihre australischen Meistertitel verteidigt hatte.

### Großereignisse und Weltcup
Noch ohne Weltcuperfahrung ging die 17-Jährige im Februar 2013 bei den Weltmeisterschaften in Schladming an den Start, wo sie in vier Bewerben als zweitjüngste Teilnehmerin einen 25. Rang in der Super-Kombination als bestes Resultat erzielte. Im Australian New Zealand Cup musste sie sich 2013 der Slowakin Barbara Kantorová geschlagen geben. Am 26. Oktober 2013 gab sie im Riesenslalom von Sölden ihr Weltcup-Debüt und bestritt als erste Australierin seit Jenny Owens im Januar 2004 ein Rennen. Zu den Olympischen Winterspielen in Sotschi reiste sie abermals als zweitjüngste Athletin und startete in allen fünf Disziplinen. In der Super-Kombination, in der sie zwischenzeitlich sogar in Führung lag, belegte sie am Ende Rang 15 und realisierte damit das beste Alpin-Ergebnis eines Australiers seit 12 Jahren.
Nachdem sie zum dritten Mal die Gesamtwertung des ANC gewonnen hatte, startete sie im Winter 2014/15 vermehrt im Weltcup. Bei den Weltmeisterschaften in Vail/Beaver Creek schaffte sie es bei fünf Rennstarts als 18. in der Kombination sowie als 29. des Super-G zweimal unter die besten 30. Am 1. März 2015 gewann sie mit Platz 25 in der Kombination von Bansko erstmals Weltcuppunkte. Bei ihrer dritten und letzten JWM-Teilnahme in Hafjell klassierte sie sich in allen Bewerben und belegte erneut einen elften Rang in der Kombination als bestes Ergebnis. Gegen Ende der Saison zog sie sich in einem Far-East-Cup-Riesenslalom in Shigakōgen einen Kreuzbandriss zu und musste im Laufe des Jahres zweimal operiert werden. Erst im Februar 2016 konnte sie wieder ins internationale Renngeschehen eingreifen.
Nach geglücktem Comeback und ihrem insgesamt vierten Sieg im ANC bestritt sie im Hinblick auf die Weltmeisterschaften in St. Moritz mehrere Far-East-Cup- und FIS-Rennen. Im Januar 2017 zog sie sich nur wenige Wochen vor WM-Start erneut eine Knieverletzung zu. Bei einem Sturz in einem FEC-Slalom in Yongpyong erlitt sie einen Teileinriss des vorderen Kreuzbandes im linken Knie und verpasste daraufhin das Großereignis in der Schweiz.
Ende Januar 2018 schaffte sie mit Rang 29 in der Kombination von Lenzerheide ihre zweite Platzierung unter den besten 30, gewann jedoch aufgrund des zu großen Zeitrückstands keine Weltcuppunkte. Bei den Olympischen Winterspielen in Pyeongchang startete sie sowohl in den Speeddisziplinen als auch in der Kombination. Ihr bestes Resultat erzielte sie mit einem 20. Abfahrtsrang, in der Kombination schied sie aus.

## Erfolge

### Olympische Winterspiele
- Sotschi 2014: 15. Super-Kombination, 29. Abfahrt, 31. Slalom, 41. Riesenslalom
- Pyeongchang 2018: 20. Abfahrt, 31. Super-G

### Weltmeisterschaften
- Schladming 2013: 25. Super-Kombination, 33. Abfahrt, 45. Riesenslalom, 45. Slalom
- Vail/Beaver Creek 2015: 18. Alpine Kombination, 29. Super-G, 33. Abfahrt, 36. Riesenslalom
- Åre 2019: 20. Alpine Kombination, 25. Super-G, 30. Abfahrt
- Cortina d’Ampezzo 2021: 15. Alpine Kombination, 28. Abfahrt, 37. Super-G
- Méribel 2023: 16. Alpine Kombination, 24. Abfahrt, 27. Super-G

### Weltcup
- 2 Platzierungen unter den besten 30

### Weltcupwertungen
| Saison  | Gesamt | Gesamt | Kombination | Kombination |
| Saison  | Platz  | Punkte | Platz       | Punkte      |
| ------- | ------ | ------ | ----------- | ----------- |
| 2014/15 | 110.   | 6      | 25.         | 6           |
| 2018/19 | 117.   | 9      | 22.         | 9           |

### Australia New Zealand Cup
- Saison 2011: 1. Gesamtwertung, 2. Slalomwertung, 4. Riesenslalomwertung, 4. Kombinationswertung, 5. Super-G-Wertung[A 1]
- Saison 2012: 1. Gesamtwertung, 1. Riesenslalomwertung, 2. Slalomwertung
- Saison 2013: 2. Gesamtwertung, 2. Slalomwertung, 2. Super-G-Wertung, 2. Kombinationswertung
- Saison 2014: 1. Gesamtwertung, 3. Riesenslalomwertung, 3. Slalomwertung
- Saison 2016: 1. Gesamtwertung, 2. Riesenslalomwertung, 6. Super-G-Wertung, 6. Slalomwertung
- 17 Podestplätze, davon 6 Siege:

| Datum              | Ort          | Land       | Disziplin    |
| ------------------ | ------------ | ---------- | ------------ |
| 2. August 2012     | Mount Buller | Australien | Slalom       |
| 15. August 2012    | Mount Hotham | Australien | Riesenslalom |
| 16. August 2012    | Mount Hotham | Australien | Riesenslalom |
| 18. September 2013 | Mount Hutt   | Neuseeland | Super-G      |
| 25. August 2014    | Mount Hotham | Australien | Riesenslalom |
| 27. August 2014    | Mount Hotham | Australien | Slalom       |

1. ↑  Die Rennen des Australia New Zealand Cup werden jährlich im August und September (Südwinter) ausgetragen und bereits der kommenden, internationalen Saison zugerechnet.

### Juniorenweltmeisterschaften
- Crans-Montana 2011: 31. Super-G, 43. Slalom, 47. Abfahrt
- Roccaraso 2012: 11. Kombination, 16. Super-G, 27. Slalom, 56. Riesenslalom
- Québec 2013: 18. Super-G, 20. Slalom
- Hafjell 2015: 11. Super-Kombination, 18. Abfahrt, 18. Riesenslalom, 23. Slalom, 33. Super-G

### Weitere Erfolge
- 4 australische Meistertitel (Riesenslalom 2011, 2012 und Slalom 2011, 2012)
- Sieg bei den britischen Meisterschaften in der Abfahrt 2011
- Sieg bei den neuseeländischen Meisterschaften im Super-G 2013
- 2 Siege im Far East Cup
- 12 Siege in FIS-Rennen